# Eurode Business Center

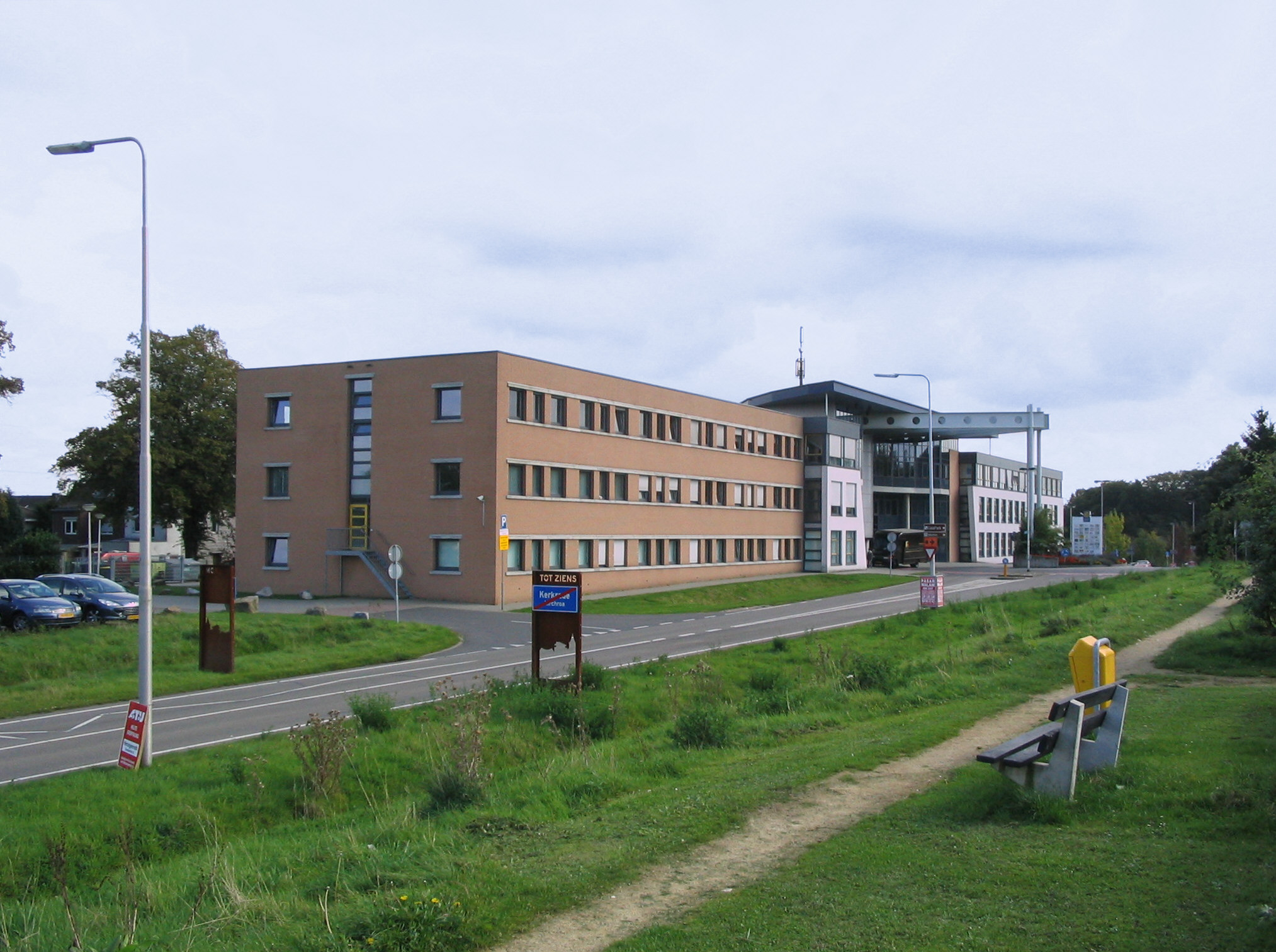
Das Eurode Business Center

Das Eurode Business Center (EBC) ist der Prototyp eines kleineren grenzüberschreitenden Dienstleistungszentrums. Der Gebäudekomplex liegt auf und beiderseits der deutsch-niederländischen Staatsgrenze in den Städten Herzogenrath (D) und Kerkrade (NL) (Eurode) unweit des Klosters Rolduc. Es wurde 2001 eingeweiht.

## Geschichte

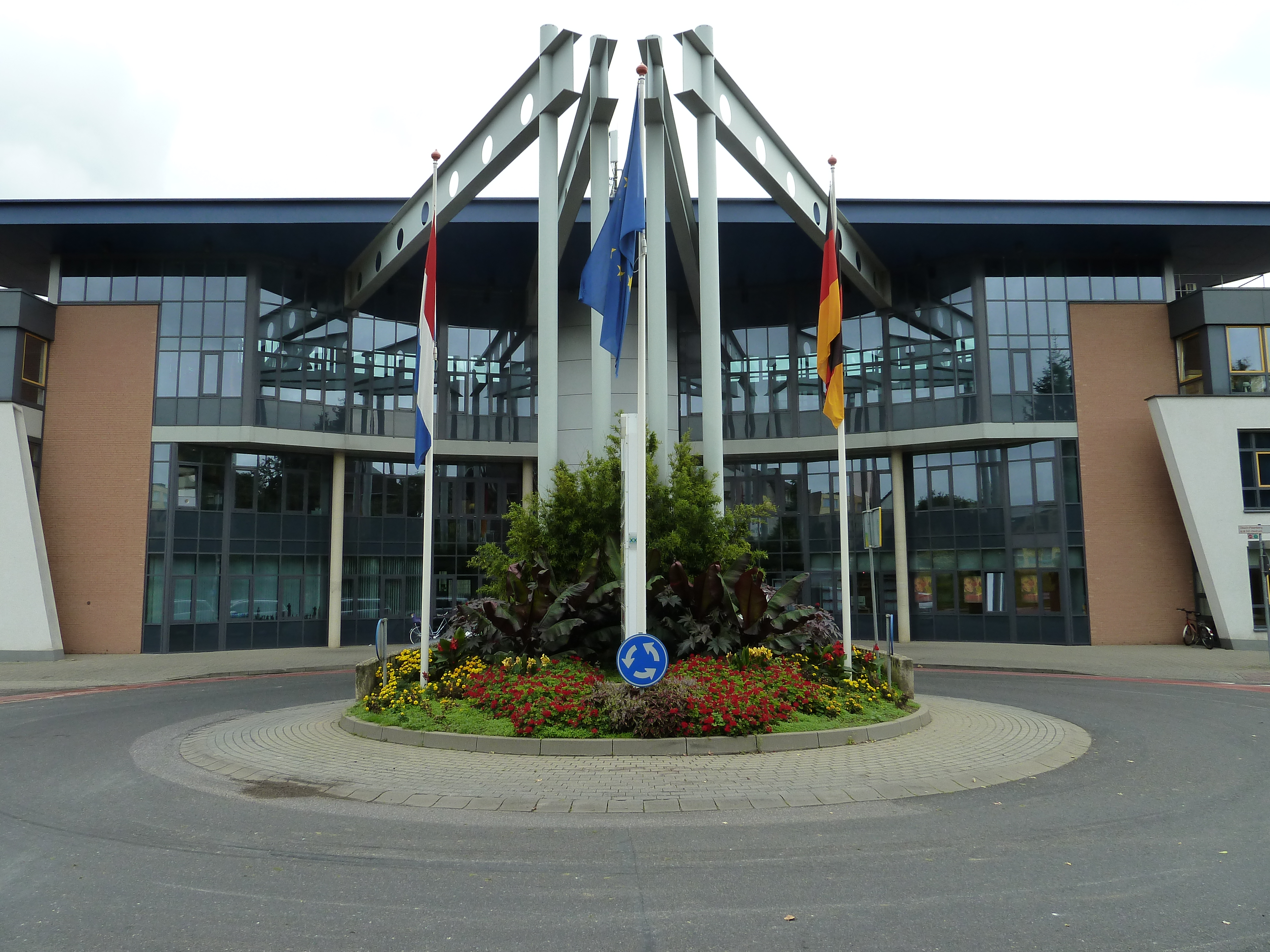
Das Eurode Business Center am Ende der Neustraße

Es war das erste auf einer Staatsgrenze liegende Dienstleistungszentrum in Europa und wurde daher durch die EU im Rahmen des Förderprogrammes INTERREG finanziell unterstützt. Als Initiatoren des Projektes treten die Städte Kerkrade und Herzogenrath sowie die beiden regionalen Wirtschaftsförderungsgesellschaften AGIT (für den Aachener IHK-Bezirk bzw. die Regio Aachen) sowie die limburgische Wirtschaftsförderungsgesellschaft LIOF auf. Als Pilotprojekt sollte es über Notwendigkeiten, Möglichkeiten und Schwierigkeiten bei einer Reihe grenzüberschreitender Tätigkeiten aufklären und darf somit durchaus als eine Art „Freiland-Versuch“ betrachtet werden, der dem Zusammenwachsen und der rechtlichen Harmonisierung der EU-Mitglieder dienen sollte. Als Standort für das Gebäude des EBC wurde nach einer umfassenden Standortanalyse ein gemeinsames Grundstück der Städte Herzogenrath und Kerkrade ausgewählt. In beiden Städten wird im Zweckverband Eurode bereits seit längerem eine grenzüberschreitende Zusammenarbeit in den Bereichen Kultur, Wirtschaft und Infrastruktur praktiziert.

## Funktion

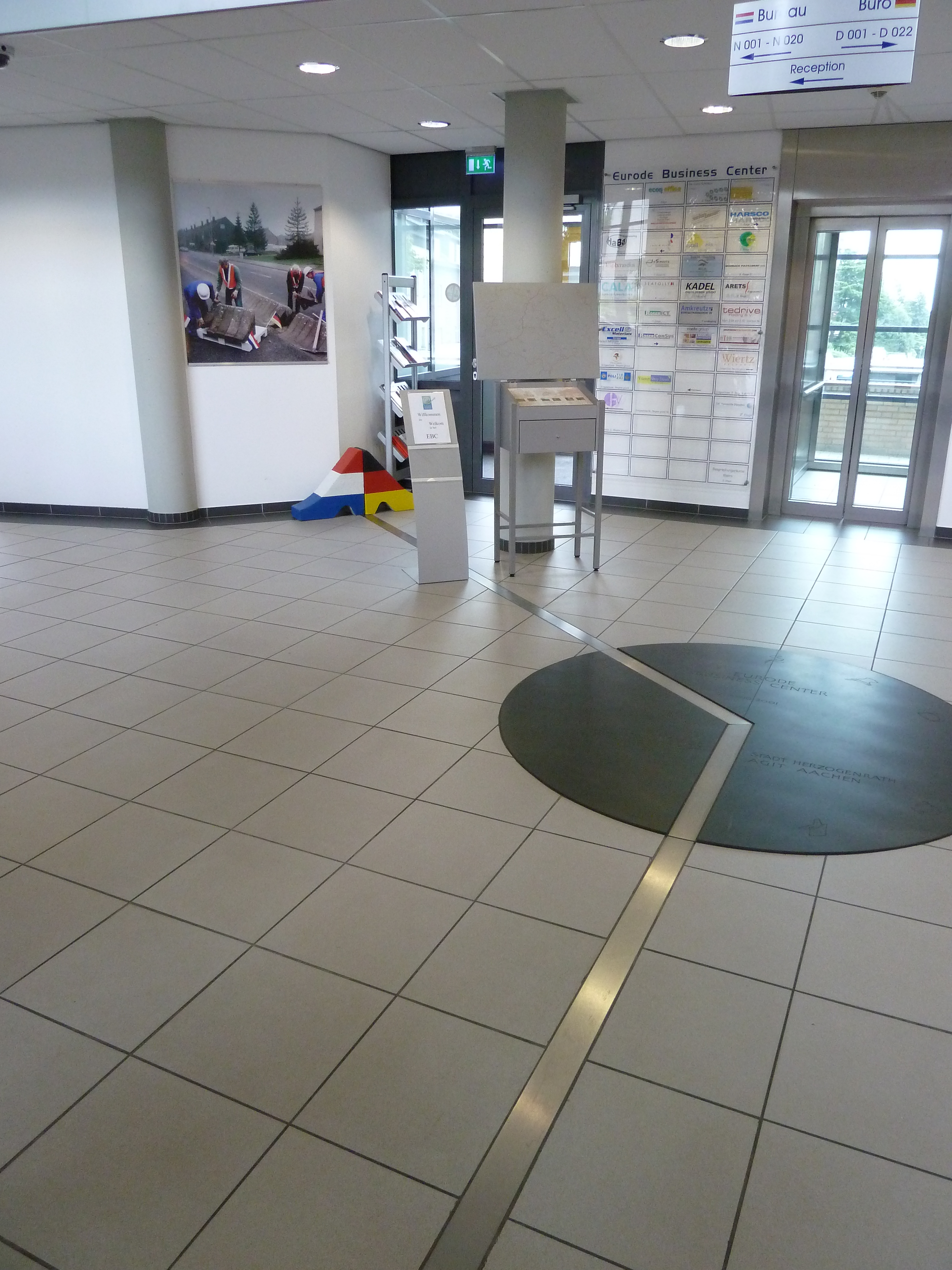
Markierung der Staatsgrenze im Eurode Business Center

Die Nutzfläche des Gebäudekomplexes beträgt etwa 3600 bis 3700 Quadratmeter. Diese werden von verschiedenen Unternehmen und Einrichtungen angemietet und genutzt. Der AGIT zufolge umfasst das Branchenspektrum sowohl Unternehmen aus der Informationstechnologie (IT) als auch solche aus anderen Gebieten wie Telekommunikation, Multimedia sowie anderen Bereichen überwiegend des Tertiären Wirtschaftssektors. So sind eine Anwaltskanzlei, Post- und Finanzdienstleistungen ebenso dort zu finden wie Forschungs- und Entwicklungsbüros, die teils zu größeren Firmen gehören. Sowohl für Existenzgründer als auch für etablierte Unternehmen sei der AGIT zufolge das Eurode Business Center geeigneter Standort. Als besonderen Standortvorteil kann man die „Sowohl-als-auch“-Natur der Infrastruktur und anderer Aspekte betrachten. Denn man hat hier die Möglichkeit, mit einem einzigen Büro gleichzeitig in zwei Ländern vor Ort zu sein. Ferner ist sowohl der Zugang zum deutschen als auch zum niederländischen Telekommunikationsnetz gleichermaßen möglich. Die an Staatsgrenzen aufgrund unterschiedlicher nationaler Regelungen durchaus auch heute noch existierenden Grenzgefälle können wenigstens teilweise zugunsten der Unternehmen genutzt werden und bieten daher einen weiteren Standortvorteil. Zudem ist ein erhebliches Potenzial zur Optimierung hinsichtlich folgender für ein Unternehmen durchaus relevanter Aspekte gegeben:
- Direkte und indirekte Besteuerung
- Rechtsform des Betriebes
- Betriebsverfassungsrecht
- Ausgestaltung der Betriebsorganisation, ebenfalls in juristischer Hinsicht.[4]

Auch das niederländische Bureau voor Duitse Zaken für den Raum Südlimburg sowie deutsche Grenzgängerberatungsstellen halten Sprechstunden und Beratungsveranstaltungen für Grenzgänger in den Räumen des Eurode Business Centers ab.
Seit 2005 gilt ein zwischen der Bundesrepublik Deutschland und den Niederlanden vereinbartes und nicht zuletzt auch aufgrund der Erfahrungen, die mit dem EBC gesammelt wurden, entwickeltes deutsch-niederländisches „Steuerabkommen für die Ansiedlung von Betrieben auf grenzüberschreitenden Gewerbegebieten“. Durch dieses Abkommen ist es beispielsweise möglich, sich der Doppelbesteuerung eines Unternehmens zu entziehen, was ansonsten ein wirtschaftlicher Nachteil wäre. Außerdem erlaubt das Abkommen auch eine flexiblere Zuteilung der Büroflächen im EBC. So kann beispielsweise ein Unternehmen mit niederländischer Rechtsform nunmehr auch auf deutscher Seite Gewerbeflächen oder Räumlichkeiten anmieten, ohne dass hierfür wie vor 2005 üblich eine deutsche Rechtsform notwendigerweise vorausgesetzt wird. Dennoch bedarf es noch weiterer Schritte zur juristischen Harmonisierung Europas, was auch anhand des Beispiels des EBC immer wieder in der Praxis festzustellen bleibt. Hinsichtlich einer solchen Harmonisierung der Verhältnisse in Europa hat das EBC bereits einen nicht zu unterschätzenden Beitrag leisten können, ähnlich wie dies auch der nur wenige Kilometer weiter gelegene, ebenfalls grenzüberschreitende deutsch-niederländische Gewerbepark Avantis tut. Laut dem Haus der Niederlande in Münster besteht demzufolge die Möglichkeit, dass die dortigen Firmen als „transnational“ eingestuft werden und mithin über zwei Rechtspersönlichkeiten verfügen können. Dann besteht eine solche Firma sowohl als eine eingetragene GmbH auf deutscher und gleichzeitig als B.V. (Besloten Venootschap) auf niederländischer Seite. Solchen Firmen ist dann die Nutzung jeweiliger Vorteile beider Länder in vielen Bereichen möglich.

## Grenzüberschreitende polizeiliche Zusammenarbeit

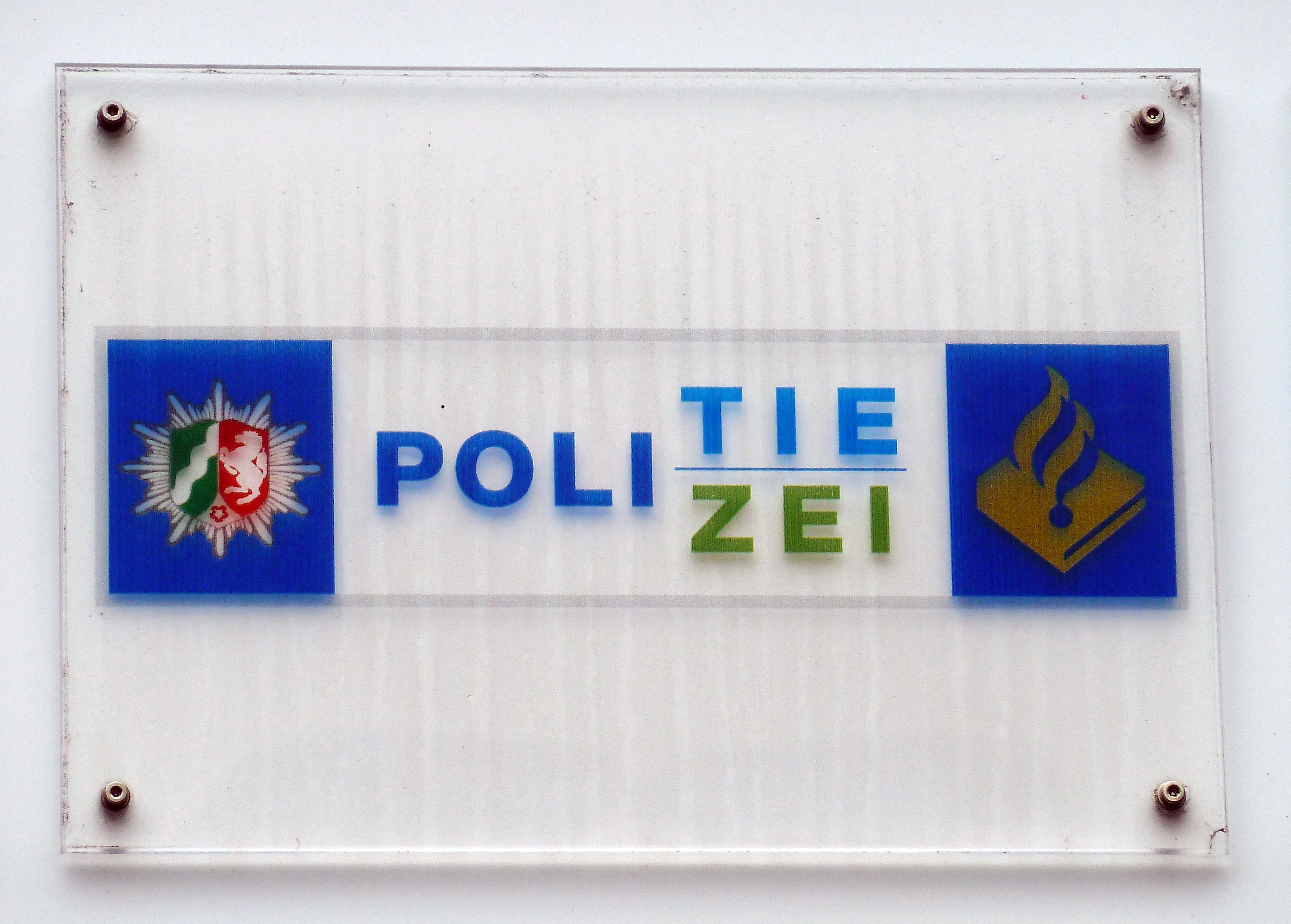
Gemeinsames Logo der niederländischen und deutschen Polizei

Auch im Rahmen der grenzüberschreitenden polizeilichen Zusammenarbeit innerhalb der Euregio Maas-Rhein ist das EBC von gewisser Bedeutung, denn hier befindet sich die Gemeinsame Anlaufstelle Herzogenrath – Kerkrade, eine bilaterale Polizeistelle, die gleichermaßen als Anlaufstelle für Niederländer und Deutsche dient und die diesbezügliche grenzübergreifende Zusammenarbeit durch vertrauensbildende Maßnahmen fördern soll. Dort verrichten gemeinsam sowohl niederländische als auch deutsche Polizisten ihren Dienst.